# Свен Ротенбергер
Свен Ротенбергер (нід. Sven Rothenberger, 1 червня 1966) — німецький, потім нідерландський вершник.
Срібний призер Олімпійських Ігор 1996 року в командній виїздці, бронзовий призер 1996 року в індивідуальній виїздці, учасник 2004 року.
Чемпіон Європи з виїздки 1991 (командна виїздка), 1991 (довільна виїздка), 1993 (командна виїздка) років, срібний призер 1995 (командна виїздка), 1997 (командна виїздка), 2005 (командна виїздка), 1993 довільна виїздка років, бронзовий призер 1995 року в індивідуальній виїздці.
Переможець Всесвітніх ігор з кінного спорту 1990 року.
Срібний призер Всесвітніх ігор з кінного спорту 1994 року.
Бронзовий призер Всесвітніх ігор з кінного спорту 1994 року.

## Родина
- Дружина — Гоннелін Ротенбергер, нідерландська вершниця, срібна призерка Олімпійських Ігор 1996 року.
- Син — Зенке Ротенбергер, німецький вершник, олімпійський чемпіон 2016 року.